# Teodoro Picado Michalski
Teodoro Picado Michalski (pronunciado /Mijalski/ en fonética española; San José, Costa Rica, 10 de enero de 1900 - Managua, Nicaragua, 1 de junio de 1960), fue un militar, abogado, docente, escritor y político costarricense, siendo también el 30.° presidente de su país de 1944 a 1948.

## Primeros años
Fue hijo de doctor Teodoro Picado Marín, costarricense, y la doctora Jadwisia Michalska Wodziwodzka (/Yadvísha Mijalska Vodyivodska/), inmigrante polaca. Cursó sus estudios secundarios en el Liceo de Costa Rica, institución donde obtiene su bachillerato en 1916. Casó en primeras nupcias en 1926 con Mercedes Lara Fernández y en segundas en 1937 con Etelvina Ramírez Montiel. Con la primera esposa tuvo dos hijos, Teodoro y Clemencia Picado Lara.

## Estudios y actividad académica
Se dedicó a la docencia y fue director del Instituto de Alajuela. Posteriormente se graduó de licenciado en Leyes y fue profesor de la Escuela de Derecho. Excelente orador y escritor, publicó valiosos ensayos sobre temas históricos y educativos.

## Cargos públicos y elecciones de 1944
Fue Secretario de Educación Pública, Secretario de Fomento, Diputado por San José, Presidente del Congreso Constitucional y Primer Designado a la Presidencia. Durante su desempeño en estos últimos cargos fue escogido como candidato presidencial para las elecciones de 1944 por el llamado Bloque de la Victoria, alianza formada por el Partido Vanguardia Popular (comunista) y el Partido Republicano Nacional encabezado por el presidente Rafael Calderón Guardia. Los resultados de los comicios fueron muy polémicos, aunque las cifras oficiales lo favorecieron ampliamente y se le declaró presidente para el período 1944-1948.

## Presidencia (1944-1948)

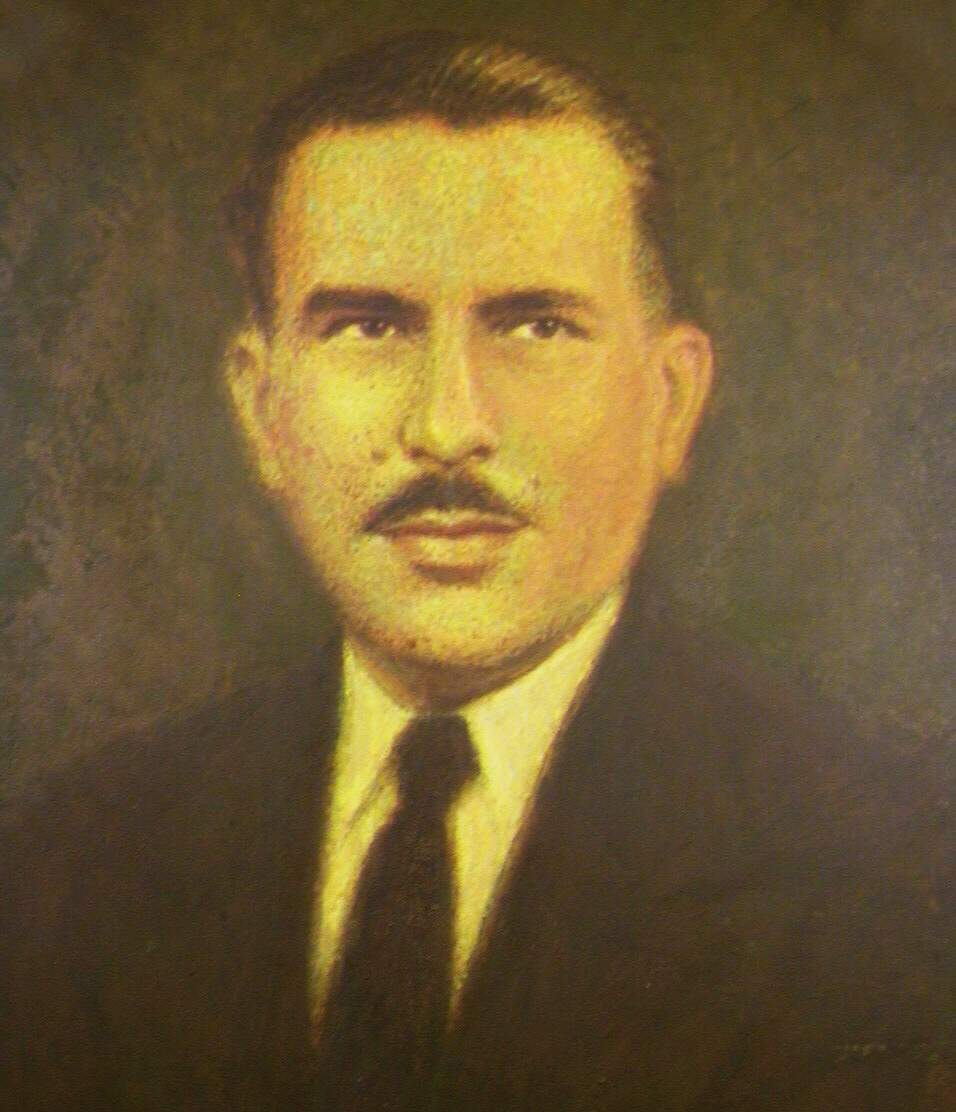
Retrato oficial de Teodoro Picado.

Durante su administración Costa Rica ingresó como miembro fundador en las Naciones Unidas, se promulgó el primer Código Electoral y una importante ley de Ordenamiento Fiscal, se creó el Instituto Geográfico Nacional y se normalizaron las relaciones entre Costa Rica y los países europeos antes ocupados por Alemania, que se habían visto interrumpidas de hecho durante la Segunda Guerra Mundial.
Ante la presión de la opinión pública para exigir del gobierno garantías en cuanto a la pureza electoral, materializada en la Huelga de Brazos Caídos de 1947, se establecieron un Tribunal Electoral y una serie de mecanismos novedosos para las elecciones de febrero de 1948.
Sin embargo, ante el triunfo del candidato opositor Otilio Ulate Blanco, el aspirante derrotado, que era el expresidente Rafael Calderón Guardia, planteó una petición de nulidad al Congreso Constitucional, que en marzo de ese año declaró nulos los comicios presidenciales, aunque no los legislativos, cuyos resultados sí favorecían a los partidos gobernantes.
Como consecuencia de estos hechos, se alzó en armas José Figueres Ferrer, cuyas fuerzas derrotaron a las tropas del gobierno. El Presidente Picado viajó a Nicaragua al parecer, para solicitar ayuda militar al dictador de ese país, Anastasio Somoza García, [cita requerida]pero los Estados Unidos en media Guerra Fría no concretaron la posibilidad debido a la anterior alianza política de Calderón Guardia con Manuel Mora Valverde y el PVP histórico (partido comunista) por las Garantías Sociales.
A pesar de ello, el presidente cede ante Somoza y el 17 de abril llegaron tropas de la Guardia Nacional de Nicaragua a la población costarricense de Villa Quesada, por vía aérea, y tuvieron algunos enfrentamientos con fuerzas insurgentes que actuaban en las vecindades.[cita requerida] Los Estados Unidos formalmente no apoyaron, y el 19 de abril las tropas nicaragüenses iniciaron su retiro.
Ese mismo día, ante el peligro de una intervención combinada de Somoza y de las tropas Norteamericanas de la Zona del Canal en Panamá (ver "Con Manuel: Devolverle al pueblo su fuerza" de Addy Salas Guevara; Editorial UCR; pp. 162–175; San José,1998), y por iniciativa de Manuel Mora Valverde (PVP), y del liderazgo insurgente de José Figueres Ferrer (después del Pacto de Ochomogo) se firmó en la Embajada de México en San José un pacto para poner fin a la guerra civil. Al día siguiente, Picado llamó al ejercicio temporal de la presidencia al Tercer Designado Santos León Herrera y abandonó Costa Rica con destino a Nicaragua.

## Últimos años y fallecimiento
En 1948 se estableció en Managua en el exilio, donde trabajó principalmente como periodista, y residió en esa ciudad hasta su fallecimiento. Su restos se encuentran en una tumba en el cementerio de Paraíso.